# Olivia (novela)
Olivia es la única novela de Dorothy Bussy; fue publicada en 1949 por Hogarth Press, la editorial fundada por Leonard y Virginia Woolf. Bussy la escribió en francés y firmó su obra con el seudónimo de "Olivia", que era el nombre de una de las hermanas de Dorothy, fallecida en su infancia. El libro fue traducido al inglés y de nuevo traducido al francés. Bussy lo dedicó "a la muy querida memoria de Virginia W".

## Sinopsis
Ambientada a finales del siglo XIX en una escuela de posgrado en Francia, la trama se centra en la pasión de una joven interna inglesa por una de sus profesoras de francés, Mlle Julie, cuyo personaje está inspirado en Marie Souvestre.

## Recepción crítica y escándalo
Su éxito fue inmediato, tanto en el Reino Unido como en el extranjero. Fue aclamada como una obra maestra menor. La edición francesa recibió poca atención de la crítica, a pesar de ser prologada por Rosamond Lehmann.
La novela causó escándalo, aunque pertenecía a una temática ya asentada, desde Claudina en la escuela de Colette (1900) hasta la película alemana Muchachas de uniforme (1931), basada en la obra de Christa Winsloe . En su correspondencia, André Gide y Bussy no dejaron de mencionar a Mädchen in Uniform, cuya versión cinematográfica ya se había proyectado en París durante el período de entreguerras. En 1934 Bussy envió el texto, que había estado escribiendo desde el año anterior, a su amigo Gide para pedirle su opinión. Él le respondió que "no era muy atractivo", lo que molestó profundamente a Bussy. Debido a esta opinión desalentadora, Bussy tardó en publicarlo quince años. Tras el éxito del libro, Gide se disculpó con Bussy por no haber apreciado su trabajo.
En 1999, su novela ocupó el puesto 35 en la lista de las '100 mejores novelas lésbicas y gays' de Publishing Triangle.

## Adaptaciones
- 1950: Olivia, película francesa dirigida por Jacqueline Audry, basada en la novela británica del mismo título, con Edwige Feuillère y Simone Simon en los papeles principales.